# Via di segnalazione delle JAK/STAT
La via di segnalazione delle JAK/STAT partecipa alla regolazione delle risposte cellulari alle citochine ed ai fattori di crescita. Tramite le proteine Janus chinasi (JAKs) e le proteine trasduttrici del segnale ed attivatore della trascrizione (STATs), la via trasduce il segnale generato dall'attività delle citochine e dei fattori di crescita a una risposta intracellulare, provocata dall'azione delle proteine STAT attivate, che, una volta nel nucleo cellulare, modificano l'espressione genica.
Anche se le proteine STATs originalmente sono state scoperte come bersagli delle Janus chinasi, ora si sa che determinati stimoli possono attivarle indipendentemente dalle JAKs.
La via svolge un ruolo centrale nelle decisioni principali riguardanti il destino delle cellule, regolando i loro processi di proliferazione, differenziamento e apoptosi. La via è particolarmente importante nell'ematopoiesi - produzione dei globuli rossi.

## Meccanismo molecolare
Il ligando si lega a due recettori, che si accoppiano, formando un dimero. La formazione di dimeri del recettore attiva la proteina Janus chinasi (JAK), che ha una funzione di tirosina chinasi, ossia, è in grado di fosforilare residui di tirosina di altre proteine. Le proteine JAK, quindi, fosforilano alcuni residui di tirosina di recettori dimerizzati, creando in questi residui siti di interazione per proteine capaci di legarsi a residui di fosfotirosina. Le proteine STAT, avendo questa capacità, si legano ai recettori fosforilati, dopodiché sono fosforilate anch'esse dalle proteine JAK. La fosforilazione delle proteine STAT promuove la loro dimerizzazione e i dimeri formati da due molecole di STAT fosforilate sono in grado di agire nel nucleo cellulare, dove regolano l'espressione genica, generando l'effetto biologico finale.
| Controllo di autorità | LCCN (EN) sh2015001689 · J9U (EN, HE) 987007412497605171 |